# Sumur Melele
Sumur Melele is een bestuurslaag in het regentschap Bengkulu van de provincie Bengkulu, Indonesië. Sumur Melele telt 1041 inwoners (volkstelling 2010).